# Abacion tesselatum
Abacion tesselatum là một loài cuốn chiếu thuộc họ Abacionidae. Loài này được phát hiện ở Bắc Mỹ.